# Giovanni Mamikonian
Giovanni Mamikonian (in armeno Հովհան Մամիկոնյան?; X secolo – X secolo) è stato un vescovo e scrittore armeno.

## Biografia
Giovanni Mamikonian, in armeno Hovhan Mamikonian, fu un nobile armeno del X secolo, membro della dinastia dei Mamikonian, il casato principesco del cantone armeno di Taron.
Scrisse la Storia di Taron, che consiste in una continuazione della Storia di Zenobio di Glak.
Non esistono notizie relative all'autore oltre a quanto citato nel colophon della sua Storia di Taron, nel quale egli s'identifica come 
il 35º vescovo di Glak dopo Zenobio.

## LaStoria di Taron
La Storia di Taron è un romanzo storico relativamente breve diviso in cinque parti; che si propone di descrivere gli eventi significativi accaduti nel cantone durante la guerra romano-persiana del 602-628, quando il sovrano della Persia era Cosroe II (590-628), nel corso della quale Taron subiva frequenti invasioni da parte dell'esercito persiano sasanide. Il romanzo descrive le gesta di cinque generazioni della famiglia Mamikonian (Casa principesca di Taron) impegnate nella difesa del cantone. Ogni sezione o ciclo della Storia è dedicato alle imprese di uno dei difensori: Musegh, Vahan, Smbat, suo figlio Vahan Kamsarakan, e il suo ultimo figlio Tiran. Gli eroi sono a volte sovrumanamente audaci o in malafede, saggi o astuti, umili o arroganti, umani o brutalmente spietati a seconda della situazione. Essi sono guerrieri sacri di San Karapet (San Giovanni Battista, loro santo patrono), del quale difendono strenuamente il Monastero di Glak (o Monastero di Surb Karapet); e lottano in favore di tutte le chiese e le popolazioni cristiane della zona. Una gran parte della narrazione descrive le battaglie combattute e le tattiche astute utilizzate dai taroniti per sconfiggere gli invasori.